# Route nationale 550 (Belgique)
Pour les articles homonymes, voir Route nationale 550 (homonymie).
La route nationale 550 est une route allant de Cuesmes à Boussu, dans le Hainaut.
Elle démarre au niveau de la sortie 2  du R5, traverse successivement les villages de Quaregnon et Wasmes avant de rejoindre la N549 à hauteur de Boussu. Elle est plus connue sous le nom d'Axiale Boraine, étant donné qu'elle traverse une partie du Borinage. Cette route est composée de dix ronds-points qui permettent successivement de rejoindre les villages de Flénu, Quaregnon, Wasmes, Pâturages, Colfontaine, Hornu et finalement Boussu. La vitesse y est limitée en général de 70 à 90 km/h.
Notons que son prolongement au-delà de la N549 a récemment été décidé. En effet, jusqu'à présent, l'Axiale se terminait sur un T au croisement avec la N549 et provoquait d'importants embarras de circulation au niveau de la commune de Boussu. Ce tracé devait normalement être achevé en 2015.
En 2019, il est annoncé finalement annoncé, après plusieurs années, que l'enquête publique est ouverte et que les travaux auraient dû débuter début 2020.